# Gentianella fabrisii
Gentianella fabrisii là một loài thực vật có hoa trong họ Long đởm. Loài này được Filippa & Barboza mô tả khoa học đầu tiên năm 2006.